# Cas Cooperació
El cas Cooperació (també conegut com a cas Blasco) és un cas de corrupció que investiga el presumpte desviament d'almenys 6 milions d'euros de fons públics de la Generalitat Valenciana destinats a la cooperació internacional. S'investiguen els presumptes delictes de malversació de cabals públics, frau de subvenció, blanqueig de capitals, suborn i falsedat documental.
Aquest procés judicial, en l'actualitat al Tribunal Superior de Justícia de la Comunitat Valenciana, ha estat dividit en 3 peces separades:
1. La peça 1a investiga el desviament de fons de cooperació destinats a Nicaragua en 2008 i que foren utilitzats per la Fundació Cyes per a comprar immobles a València. Aquesta peça ja ha estat jutjada i disposa de sentència ferma 277/2015 del data 03/06/2015 del Tribunal Suprem per la qual queden lliures de tots els càrrecs els Sr. Josep Maria Felip i Sardà i el Sr. Marc Llinares i Picó.[3]
2. La peça 2a investiga els presumptes delictes comesos en la concessió i la gestió de subvencions per part de la Conselleria de Solidaritat i Ciutadania per a la cooperació al desenvolupament a diferents ONG durant els anys 2009, 2010 i 2011. S'investiguen els presumptes delictes de frau de subvencions, prevaricació, suborn, tràfic d'influències, malversació de cabals públics i falsedat documental.
3. La peça 3a investiga els presumptes delictes comesos amb ocasió de les actuacions institucionals de la Generalitat Valenciana aprovades per a la reconstrucció d'Haití després del terratrèmol. S'investiguen els presumptes delictes de frau de subvencions, prevaricació, malversació i falsedat.

L'inici de la investigació partí de les denúncies presentades el 2010 per dues diputades (una del PSOE i una altra de Compromís) a la Fiscalia Anticorrupció amb documents com a prova.

## Persones imputades

### Càrrecs públics
- Rafael Blasco Castany (PP), conseller de Solidaritat i Ciutadania de la Generalitat Valenciana en el moment dels fets investigats i síndic del grup parlamentari del Partit Popular valencià a les Corts Valencianes fins al moment de la seua imputació. En l'actualitat, es troba imputat pel Tribunal Superior de Justícia de la Comunitat Valenciana, el qual va assumir la causa per la seua condició d'aforat per ser diputat de les Corts Valencianes. Li imputa els delictes de frau de subvencions, prevaricació, suborn, tràfic d'influències, malversació de cabals públics i falsedat documental.
- Josep Maria Felip i Sardà (PP), era director general d'Immigració i Cooperació al Desenvolupament de la Conselleria de Solidaritat i Ciutadania, en el moment de la seua detenció i imputació era director general d'Integració i Cooperació de la Generalitat Valenciana.
- Alexandre Catalá Bas (PP), era sotssecretari de la Conselleria de Solidaritat i Ciutadania en la data dels fets i sotssecretari de sanitat en el moment de la seua imputació.
- Marc Llinares i Picó, era cap de l'Àrea de Cooperació al Desenvolupament i Solidaritat de la Conselleria de Solidaritat i Ciutadania en el moment dels fets. Quan va ser imputat, ocupava un càrrec al Servei d'Innovació i Planificació Estratègica de la Conselleria d'Hisenda.
- Maria Dolores Escandell Doménech (PP), era cap del Servei de Gestió de Programes de Cooperació de la Conselleria de Solidaritat i Ciutadania en el moment dels fets.
- Agustina Sanjuán Ballesteros (PP), era secretària general administrativa de la Conselleria de Solidaritat i Ciutadania en el moment dels fets.
- Francesc Xavier Llopis Bauset, era director del Gabinet del Conseller de Solidaritat i Ciutadania en el moment dels fets.

### Persones privades
- Augusto César Tauroni Masía, empresari president de la fundació Hemisferio i actualment empresonat sense fiança
- Marcial López López, president de la Fundació Cyes
- Josefa Cervera, empleada de la Fundació Cyes i dona de Marcial López
- Arturo Ignacio Tauroni Masía, treballador de la fundació Hemisferio i germà d'Augusto César Tauroni
- María Isabel Castillo López, de la fundació Hemisferio
- José Bollaín Pastor, secretari de la fundació Hemisferio
- Christine Bernardette Nnomo Ayissi, directora de l'ONG Asade África
- Rafael Pedro Barrera Cuquerella, president de la Fundación para el Desarrollo Rural y la Salud (Fudersa)
- José Bollaín, advocat del despatx Avance Abogados, secretari de la Fundació Hemisferio (anteriorment anomenada Fundació Entre Pueblos fins que va canviar de nom per ordre judicial per coincidir amb el nom d'una ONGD valenciana) i apoderat d'associacions tals com Asamanu, Fudersa, Asade África; a més estava autoritzat als comptes de Ceiba.
- María Josefa Cervera, citada a declarar com a imputada el dia 29 de novembre de 2012.
- Adela Rodríguez, citada a declarar com a imputada el dia 29 de novembre de 2012.
- Rosa María Castelo, citada a declarar com a imputada el dia 3 de desembre de 2012, pel cobrament de factures a càrrec de subvencions emeses per les empreses Beconsa i APB arquitectura.
- Rafael Joaquín Blasco Segura, que ja estava imputat, citat a declarar el dia 3 de desembre de 2012, pel cobrament de factures a càrrec de subvencions emeses per l'empresa farmacèutica Desfa.
- Luis Fernando Castel Aznar, responsable de l'empresa avaluadora Caaz.
- Fernando Darder Flores, president de l'organització Esperanza Sin Fronteras.
- José Luis Mezquita, administrador de Matuscas.
- Alfonso Navarro Torres, administrador d'Arcmed i president d'Hemisferio.

## Instrucció
Després de 13 mesos d'instrucció per part de la magistrada Nieves Molina Gasset (titular del Jutjat d'Instrucció número 21 de València), aquest procés passà a ser instruït per la magistrada Pía Calderón al Tribunal Superior de Justícia de la Comunitat Valenciana, el qual va assumir la causa en haver-se trobat indicis per a imputar fets de natura delictiva a Rafael Blasco Castany (PP), aforat per la seua condició de diputat a les Corts Valencianes.

## Peça 1a

### Judici
El 20 de gener de 2014, declara Maribel Castillo, treballadora de la trama d'empreses. Ha afirmat que:
- la trama estava vinculada a Rafael Blasco, que era el seu director i al qual van seguir per les diferents conselleries per les quals va passar;
- Rafael Blasco i Augusto César Tauroni van menjar junts a la seua casa d'Alzira, la qual cosa demostraria que la relació entre ambdós era personal i no simplement professional;
- Tauroni solia anomenar Rafael Blasco amb el malnom el Conill, nom en clau que apareix a diferents converses intervingudes.

El 28 de gener de 2014 declaren com a testimonis Amparo Baixauli (advocada i exdona de Luis Fernando Castel, avaluador de projectes de la conselleria) i Fernando Baroja (responsable de la consultora Gran Thornton, contractada per la fundación Cyes perquè justificara els seus projectes a Nicaragua).
- Amparo Baixauli declara que a les notes que va elaborar per a l'avaluació del projecte encomanada al seu exmarit va fer constar justament el contrari del que apareix a l'informe definitiu: que la fundació Cyes no acreditava l'experiència prèvia demandada.
- Luis Fernando Castel afrima que va realitzar dues objeccions per incompliment de les justificacions dels projectes:
  - amb relació a l'adquisició d'immobles en València com a oficines tècniques, caldria haver-los adscrits, amb escriptura públic i durant quinze anys, al motiu de la subvenció com a «fórmula legal de protecció»;
  - la manca de comptabilitat analítica en Cyes impedia saber quina part de les activitats estaven relacionades amb la subvenció, és a dir, quines factures de despeses podien atribuir-se al projecte subvencionat.

Ha conclòs afirmant que els informes que ell elaborà són diferents dels informes definitius que apareixen a l'expedient.
El 6 de febrer de 2014 declaren Clara Tirado (la diputada del PSPV que destapà el cas de corrupció) i Juan José Iborra (tècnic de la Conselleria entre 2006 i 2010).
- Clara Tirado ha afirmat que la cúpula del PP (ha apuntat a Alberto Fabra i Mariano Rajoy) coneixia les activitats de la trama corrupta.
- Juan José Iborra ha declarat que la seua companya de treball Eva Solá (un dels tècnics que qüestionà la concessió de la subvenció a Cyes per incompliment dels requisits) li comentà que el projecte era estrany i que els informes que donaren suport a la concessió eren de poca qualitat.

El 20 de febrer de 2014 declara Adolfo Soler, un testaferro d'Augusto César Tauroni.
El 25 de febrer de 2004 declaren agents de Cos Nacional de Policia, adscrits a la Brigada de Blanqueig de Capitals de la UDEF.
El 28 de febrer de 2014 declara en qualitat de testimoni Rafael Vicente Queralt, síndic de comptes del País Valencià. Afirma que és durant el procés de revisió de les subvencions a la Fundació Cyes, es va informar al que era conseller de Solidaritat i Ciutadania, Rafael Blasco Castany, que la fundació havia de tornar part dels diners perquè no s'havia justificat correctament el destí dels fons. A més, tampoc eren acceptables les noves factures aportades per la fundació, ja que no es demostrava el moviment dels diners des del compte bancari de Cyes fins a les suposades despeses en Nicaragua. Al contrari, els moviments del compte bancari de la fundació Cyes mostraven que els diners s'havien gastat en la compra d'immobles a València i el pagament de serveis al cap de la trama Augusto César Tauroni. En cap moment, ni la conselleria ni la fundació, aportaren cap altre compte bancari o mitjà de pagament que demostrara que la fundació havia realitzat els pagaments de les factures de Nicaragua aportades al procediment. Una vegada determinat que la despesa no estava justificada, la Sindicatura no investigà si les factures aportades eren falses, tal com manté la Fiscalia. Així mateix, Rafael Vicente Queralt assenyala que la fundació Cyes tampoc complia amb el requisit d'experiència prèvia i que l'informe extern aportat per la conselleria per intentar acreditar-la era feble.
El 7 de març de 2014, declara com a testimoni l'interventor de l'Estat Joaquín Falomir. Afirma que en 2008 la Fundación Cultural y de Estudios Sociales (Fundación Cyes) destinà a la compra de dos immobles i places de garatge en València una subvenció d'1,6 milions d'euros atorgada per la Conselleria de Solidaritat i Ciutadania per a la construcció de dos pous a Nicaragua. La Fundació justificà la despesa amb factures falses, amb imports disbaratats, conceptes erronis i dates fora de termini. Afirmà també que els informes de 2008 elaborats per l'empresa Arcmed estaven copiats d'Internet amb faltes d'ortografia i errates incloses. La firma Arcmed facturà 455.000 euros a la Fundació Cyes per aquests informes, i la Fiscalia afirma que en realitat fou el pagament d'una comissió a aquesta mercantil instrumental.
L'11 de març de 2014, en el seu al·legat final al judici del cas Cooperació, la Fiscalia narra els següents presumptes fets:
- Rafael Blasco Castany i Augusto César Tauroni eren vells coneguts i actuaren junts per delinquir en un clar cas de clientelisme polític.
- Rafael Blasco Castany s'aprofità de la seua condició de conseller per afavorir les empreses de Tauroni.
- Els tres pisos i la plaça de garatge comprats amb els diners públics que havien d'anar a Nicaragua, continuen sis anys després a nom dels presumptes defraudadors perquè, malgrat l'escàndol, la Generalitat mai no demanà ni que es tornaren els diners ni que es canviara la seua titularitat.
- Sols unes setmanes després de quan Blasco diu haver travat relació amb Tauroni, aquest li enviava missatges indicant-li com havia de respondre les interpel·lacions parlamentàries de l'oposició a les Corts, on Blasco era síndic del grup del PP.
- Blasco informà a Tauroni que anaven a convocar-se les ajudes dos mesos abans que es publicara al Diari oficial.
- Tauroni contactà el president de la Fundació Cyes i li proposà presentar-se a la convocatòria, tal com ha declarat el mateix president de Cyes.
- Blasco utilitzà a la secretària general Tina Sanjuán perquè, actuant fora de les seues competències, rescatara dues vegades els projectes Cyes per a Nicaragua, que els tècnics havien exclòs per no complir els requisits.
- En una reunió celebrada el 31 de juliol de 2008, Blasco pressionà els funcionaris i càrrecs intermedis del seu departament perquè inclogueren els projectes de la fundació Cyen en l'acta que el conseller necessitava per a poder concedir les ajudes, assegurant que ell sabia que existien documents que acreditaven l'experiència prèvia de la fundació i que l'entitat anava a aportar-los. Segons les anàlisis informàtiques de la policia, aquests documents foren fabricats pel president de Cyes el dia 4 d'agost de 2008, amb posterioritat a la data de la reunió.
- Per a intentar ocultar tot el que va ocórrer, Blasco i la seua cúpula manipularen diversos documents oficials, entre els quals es troba un dossier que enviaren a la Fiscalia.

El 13 de març de 2014, l'advocat defensor de Rafael Blasco Castany reclama la lliure absolució del seu client i critica l'actuació de tots els actors del procés judicial: la Fiscalia, la policia, els tècnics de la Conselleria, el perit d'Hisenda, el perit de la Intervenció General de l'Administració de l'Estat, l'Advocacia de la Generalitat i fins i tot, el Tribunal Suprem.
El 28 de maig de 2014 el TSJCV dicta sentència, mitjançant la qual:
- Condemna Rafael Blasco Castany a 8 anys de presó i 20 anys d'inhabilitació absoluta com a autor dels delictes continuats de malversació de cabals públics, tràfic d'influències, prevaricació administrativa i falsedat en documentació oficial.
- Condemna Agustina Sanjuán Ballesteros a 7 anys, 6 mesos i un dia de presó, així com 17 anys, 6 mesos i un dia d'inhabilitació absoluta com acooperadora necessària dels delictes continuats de malversació de cabals públics i prevaricació administrativa, així com a autora del delicte continuat de falsedat en documentació oficial.
- Condemna Marcos Antonio Llinares Pico a 4 anys, 6 mesos i un dia de presó, així com 15 mesos i un dia de multa amb una quota diària de 15 euros, així com 4 anys i un dia d'inhabilitació especial per a l'exercici d'ocupació o càrrec públic, en ser declarat culpable com a autor d'un delicte continuat de falsedat en documentació oficial. Així mateix és també condemnat a 7 anys d'inhabilitació especial per a l'exercici d'ocupació o càrrec públic en ser declarat culpable com a cooperador necessari d'un delicte de prevaricació administrativa.
- Condemna Javier Llopis Bauset a 3 anys de presó, multa de 6 mesos amb una quota diària de 15 euros i 2 anys d'inhabilitació especial per a l'exercici d'ocupació o càrrec públic, per ser criminalment responsable en concepte d'autor d'un delicte de falsedat en document oficial.
- Condemna Josep Maria Felip Sardá a 7 anys d'inhabilitació especial per a l'exercici d'ocupació o càrrec públic, per ser criminalment responsable en concepte d'autor d'un delicte de prevaricació administrativa.
- Condemna Alejandro Catalá Bas a 4 anys, 6 mesos i un dia de presó, 15 mesos i un dia de multa amb una quota diària de 15 euros i 4 anys i un dia d'inhabilitació especial per a l'exercici d'ocupació o càrrec públic, per ser criminalment responsable en concepte d'autor d'un delicte continuat de falsedat en document oficial. Així mateix és també condemnat a 7 anys d'inhabilitació especial per a l'exercici d'ocupació o càrrec públic, per ser criminalment responsable en concepte d'autor d'un delicte de prevaricació administrativa.
- Condemna Augusto César Tauroni Masía a 8 anys de presó i 20 anys d'inhabilitació absoluta, per ser criminalment responsable en concepte de cooperador necessari del delicte continuat de frau de subvencions, autor d'un delicte continuat de falsificació de document mercantil i oficial, així com a cooperador necessari del delicte continuat de malversació de cabals públics.
- Condemna Marcial López López a 4 anys de presó, inhabilitació especial per al dret sufragi de dret passiu durant el temps de la condemna, multa de 6 milions d'euros, així com la impossibilitat d'obtindre subvencions o ajudes públiques i del dret a gaudir de beneficis fiscals o incentius fiscals o de la seguretat social durant 6 anys, per ser criminalment responsable en concepte d'autor dels delictes continuats de frau de subvencions i falsificació de document mercantil i oficial.
- Condemna María Josefa Cervera Tomás a 3 anys, 6 mesos i un dia de presó, multa de 4 milions d'euros, així com la impossibilitat d'obtindre subvencions o ajudes públiques i del dret a gaudir de beneficis fiscals o incentius fiscals o de la seguretat social durant 5 anys i 3 mesos, així com la inhabilitació especial per al dret sufragi de dret passiu durant el temps de la condemna, per ser criminalment responsable en concepte de cooperadora necessària del delicte continuat de frau de subvencions i autora del delicte continuat de falsificació de document mercantil i oficial.
- Condemna a Augusto César Tauroni Masía, Marcial López López i María Josefa Cervera Tomás al pagament conjunt i solidari d'una indemnització a la Generalitat Valenciana per import d'1.784.840 euros, declarant responsable civil subsidiari la fundació CYES.

## Peça 3a

### Instrucció
El 21 de maig de 2014 arranca la instrucció de la 3a peça del cas Cooperació amb la citació de 5 persones com a testimonis.

### Cronologia
- 21 de maig de 2014: La jutgessa instructora cita a declarar 51 testimonis.[21]

## Cronologia
- 23 de febrer de 2012: La policia deté, acusat dels presumptes delictes de malversació de fons públics, frau de subvencions i falsedat documental, Josep Maria Felip, director general d'Integració i Cooperació de la Generalitat Valenciana, que va ser director general de Cooperació de la Conselleria de Solidaritat i Ciutadania en el moment dels fets investigats. També és imputat Marc Llinares, que va ser cap de l'àrea de Cooperació en el moment dels fets investigats. Hores després, el president del Consell destitueix dels seus càrrecs Josep Maria Felip, Marc Llinares i Alexandre Catalá.
- 12 de juny de 2012: La jutgessa d'instrucció eleva una providència al Tribunal Superior de Justícia de la Comunitat Valenciana perquè les Corts Valencianes acrediten la condició com a diputat autonòmic de Rafael Blasco Castany, davant els indicis existents per a imputar-li fets de caràcter delictiu.[22][23][24][25]
- 2 d'octubre de 2012: Rafael Blasco Castany és imputat pel Tribunal Superior de Justícia de la Comunitat Valenciana pels delictes de prevaricació, suborn, tràfic d'influències, malversació de cabals públics i falsedat documental.[26][27][28][29][30][31][32][33][34][35] És citat a declarar el dia 18 d'octubre de 2012.
- 3 d'octubre de 2012: Rafael Blasco Castany dimiteix com a Síndic-portaveu del Grup Parlamentari Popular a les Corts Valencianes i és substituït per Jorge Bellver.
- 18 d'octubre de 2012: Rafael Blasco Castany declara com a imputat al Tribunal Superior de Justícia de la Comunitat Valenciana.
- 10 de gener de 2013: El TSJCV admet la personació del PSPV com a acusació popular.[36] La Dependència Provincial de Duanes de València ha comunicat a la jutgessa que investiga el cas, que no li consta l'enviament d'un dels contenidors que l'organització Ceiba (una de les implicades en el presumpte frau) sosté que envià a Guinea Equatorial al si d'un projecte finançat per la Generalitat Valenciana.[36]
- 7 de març de 2013: Declara en qualitat de testimoni Óscar Varea, gerent durant 9 anys d'una de les empreses d'Augusto César Tauroni. En la seua declaració informa que, una vegada tingué ressò mediàtic la relació entre Rafael Blasco Castany i Augusto César Tauroni, aquest va decidir canviar d'estratègia i utilitzar empreses alienes com a pantalla perquè es presentaren a les convocatòries de subvencions públiques. Quan guanyaven els concursos, transferien els diners públics i els treballs a les empreses de Tauroni a canvi de comissions.[37]
- 28 de febrer de 2014: Declara en qualitat de testimoni Rafael Vicente Queralt, síndic de comptes del País Valencià.[10]